# Rick Yancey
Richard Yancey (ur. 4 listopada 1962) – amerykański autor, który pisze prace z gatunku horroru, fantasy i fantastyki naukowej skierowane do młodych dorosłych.

## Życiorys
Rick Yancey urodził się na przedmieściach Miami na Florydzie.
Yancey napisał swoje pierwsze opowiadanie w siódmej klasie, gdy uczęszczał do gimnazjum Crystal Lake na Florydzie. Po ukończeniu liceum w Lakeland został przyjęty do Florida Southern College i uzyskał tytuł magistra w kierunku komunikacji. Po roku na Florida Southern College, Yancey przeniósł się na Uniwersytet Stanu Floryda i ostatecznie ukończył studia na Uniwersytecie Roosevelta z tytułem licencjata w języku angielskim. Po ukończeniu studiów Yancey planował uczęszczać do szkoły prawniczej.
Ostatecznie, Yancey zrezygnował z zamiaru nauki w szkole prawniczej i zaczął uczyć języka angielskiego, a także aktorstwa i reżyserii w lokalnych teatrach. W 1991 roku Yancey ubiegał się o pracę w rządzie i został zatrudniony przez Służbę Skarbową (Internal Revenue Service), gdzie pracował jako agent przez dwanaście lat.
Podczas pracy w IRS, Yancey poznał swoją żonę, Sandy i założył rodzinę. Obecnie mieszkają w jego rodzinnym stanie Floryda, wychowując najmłodszego syna, Jake’a.

## Przebieg Kariery
Podczas pracy w IRS Yancey pisał scenariusze w wolnym czasie. Z inicjatywy żony i współpracownika, jeden z jego scenariuszy stał się jego pierwszą profesjonalnie wydaną książką pod tytułem A Burning in Homeland (wydawnictwo Simon and Schuster), wydaną w 2003 roku.
Wraz z sukcesem A Burning in Homeland, Yancey zrezygnował z pracy w IRS w 2004 roku, aby skoncentrować się na pisaniu w pełnym wymiarze godzin. Jego pamiętnik, Confessions of a Tax Collector (wydawnictwo HarperCollins, 2004), opisuje jego dni pracy w IRS.
Po wydaniu pamiętnika, Yancey rozpoczął pracę nad dwoma seriami książek – jedną dla dorosłych i jedną dla dzieci.
Seria (skierowana do młodszych czytelników) Niewiarygodne przygody Alfreda Kroppa opowiada historię niezdarnego nastolatka, który ratuje świat, po wejściu w posiadanie słynnego miecza króla Artura, Excalibura - ściganego przez tajny zakon rycerzy, który ukrywał go przez wieki. Seria wydana przez Bloomsbury Children’s Publishing w USA i Wielkiej Brytanii oraz w piętnastu językach obcych, składa się z trzech książek: Niewiarygodne przygody Alfreda Kroppa (2005), Alfred Kropp. Pieczęć Salomona (2007) i Alfred Kropp. Trzynasta czaszka (2008).
Jego książki z serii „Highly Effective Detective” (St. Martin’s Press) to kryminały dla dorosłych, przedstawiające przygody czarującego, lecz ledwo kompetentnego prywatnego detektywa z Tennessee. Ta seria składa się z czterech tytułów: The Highly Effective Detective (2006), The Highly Effective Detective Goes to the Dogs (2008), The Highly Effective Detective Plays the Fool (2010) oraz Highly Effective Detective Crosses the Line (2011).
Przed 2010 r. Yancey ukończył pierwszą książkę z serii Monstrumolog. Tetralogia ta opowiada historię dziewiętnastowiecznego lekarza i jego młodego ucznia, którzy ścigają się dookoła świata, goniąc – i jednocześnie będąc gonionym przez – potwory. Ta świetnie przyjęta seria, wydana przez wydawnictwo Simon i Schuster Children’s Books w USA i Wielkiej Brytanii i dostępna w ośmiu edycjach językowych, składa się z czterech książek: Badacz potworów. Monstrumolog. (2009), Klątwa Wendigo. Monstrumolog. (2010), The Isle of Blood (2011) i The Final Descent (2013).

## Wykaz twórczości

### 2003–2004
- A Burning in Homeland (2001)
- Confessions of a Tax Collector (2004)

### SeriaAlfreda Kroppa
- Niewiarygodne przygody Alfreda Kroppa (2005)
- Alfred Kropp: The Seal of Solomon (2007)
- Alfred Kropp: The Thirteenth Skull (2008)

### SeriaThe Highly Effective Detective
- The Highly Effective Detective (2006)
- The Highly Effective Detective Goes to the Dogs (2008)
- The Highly Effective Detective Plays the Fool (2010)
- The Highly Effective Detective Crosses the Line (2011)

### SeriaMonstrumolog
- Badacz potworów. Monstrumolog. (2009)
- Klątwa Wendigo. Monstrumolog. (2010)
- The Isle of Blood (2011)
- The Final Descent (2013)

### SeriaPiąta fala
- Piąta fala (2013)
- Piąta fala. Bezkresne morze (2014)
- Piąta fala. Ostatnia gwiazda (2016)